# Casa Grande (Ascope)
Casa Grande es una ciudad peruana, ubicada en la provincia de Ascope, departamento de La Libertad. Es la capital del distrito del mismo nombre y se encuentra a unos 48 km al norte de la ciudad de Trujillo. En esta ciudad se ubica una de las más grandes empresas azucareras peruanas, la Empresa Agroindustrial Casa Grande S.A. del Grupo Gloria. Para el año 2015 tiene una población estimada de 32 018 habitantes.

## Clima
| Parámetros climáticos promedio de Casa Grande | Parámetros climáticos promedio de Casa Grande | Parámetros climáticos promedio de Casa Grande | Parámetros climáticos promedio de Casa Grande | Parámetros climáticos promedio de Casa Grande | Parámetros climáticos promedio de Casa Grande | Parámetros climáticos promedio de Casa Grande | Parámetros climáticos promedio de Casa Grande | Parámetros climáticos promedio de Casa Grande | Parámetros climáticos promedio de Casa Grande | Parámetros climáticos promedio de Casa Grande | Parámetros climáticos promedio de Casa Grande | Parámetros climáticos promedio de Casa Grande | Parámetros climáticos promedio de Casa Grande |
| Mes                                           | Ene.                                          | Feb.                                          | Mar.                                          | Abr.                                          | May.                                          | Jun.                                          | Jul.                                          | Ago.                                          | Sep.                                          | Oct.                                          | Nov.                                          | Dic.                                          | Anual                                         |
| --------------------------------------------- | --------------------------------------------- | --------------------------------------------- | --------------------------------------------- | --------------------------------------------- | --------------------------------------------- | --------------------------------------------- | --------------------------------------------- | --------------------------------------------- | --------------------------------------------- | --------------------------------------------- | --------------------------------------------- | --------------------------------------------- | --------------------------------------------- |
| Temp. máx. media (°C)                         | 28.9                                          | 29.8                                          | 29.5                                          | 27.8                                          | 25.9                                          | 24.6                                          | 23.4                                          | 23.2                                          | 23.7                                          | 24.2                                          | 25.4                                          | 27                                            | 26.1                                          |
| Temp. media (°C)                              | 23.1                                          | 24.1                                          | 23.9                                          | 22.3                                          | 20.6                                          | 19.4                                          | 18.5                                          | 18.3                                          | 18.6                                          | 19                                            | 19.8                                          | 21.1                                          | 20.7                                          |
| Temp. mín. media (°C)                         | 17.3                                          | 18.4                                          | 18.3                                          | 16.8                                          | 15.3                                          | 14.3                                          | 13.6                                          | 13.5                                          | 13.6                                          | 13.8                                          | 14.2                                          | 15.3                                          | 15.4                                          |
| Fuente: climate-data.org                      |                                               |                                               |                                               |                                               |                                               |                                               |                                               |                                               |                                               |                                               |                                               |                                               |                                               |